# 叶斑病
叶斑病是一種由真菌、细菌或病毒引起的植物疾病，由线虫、昆虫、环境以及除草剂引起的叶片病变也被稱為叶斑病。葉片中會出現與本體顏色不同的斑点。當植物處於长时间的潮湿和湿润的环境時會更有可能罹患叶斑病，叶斑病的病原体會通过风、雨水飞溅或灌溉传播到其他叶片上。